# グレート家康公「葵」武将隊

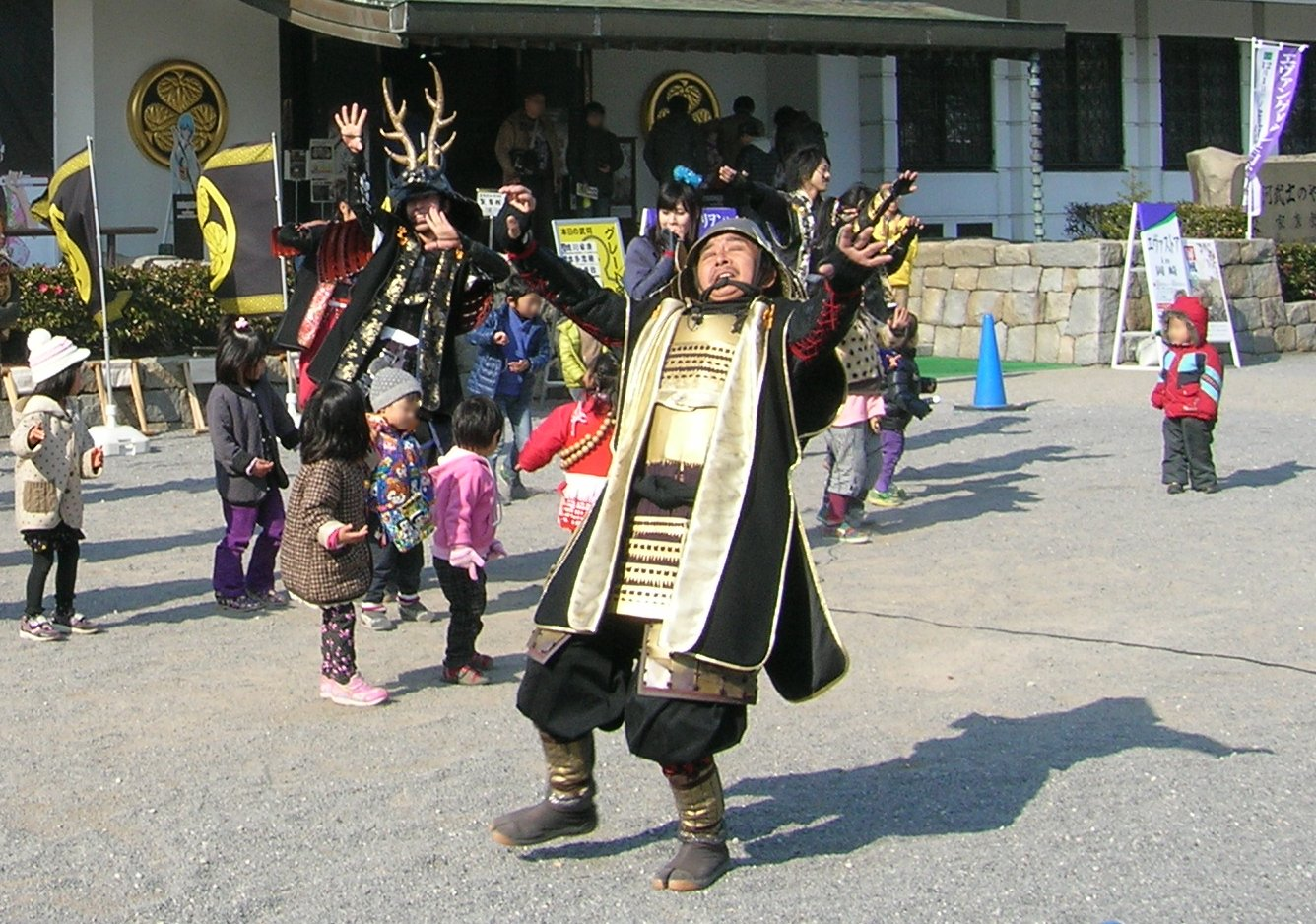
子供たちと踊る武将隊の面々、中央は徳川家康（2013年）

グレート家康公「葵」武将隊（グレートいえやすこう「あおい」ぶしょうたい）は、愛知県岡崎市の魅力を広く発信しようと結成された岡崎の観光PR部隊。

## 概要
三河武士発祥の地とされる岡崎市の岡崎公園 (現在の岡崎城公園）内で2011年4月30日に結成された武将隊。名古屋市に続いて、緊急雇用対策事業の一環としてハローワークで一般募集された8名と名古屋を中心に活躍している俳優の小澤寛で結成された。県内だけでなく、千葉県や岐阜県からの募集もあった。
メンバーは岡崎城で生まれた徳川家康、徳川四天王と呼ばれる酒井忠次、本多忠勝、榊原康政、井伊直政のほか、伊賀同心の支配役・服部半蔵正成。平日は6人の中から交代で岡崎公園内を練り歩き、記念撮影や案内などでおもてなしを行なうほか、土日・祝日は11時と2時から演武や寸劇、悩み相談コーナーなどを行なっている。
武将が身につけている甲冑は、紙で作られているエコ甲冑のため軽量で身軽。日本舞踊名古屋西川流・西川千雅がダンスの振り付けなどをプロデュースしている。

## メンバー

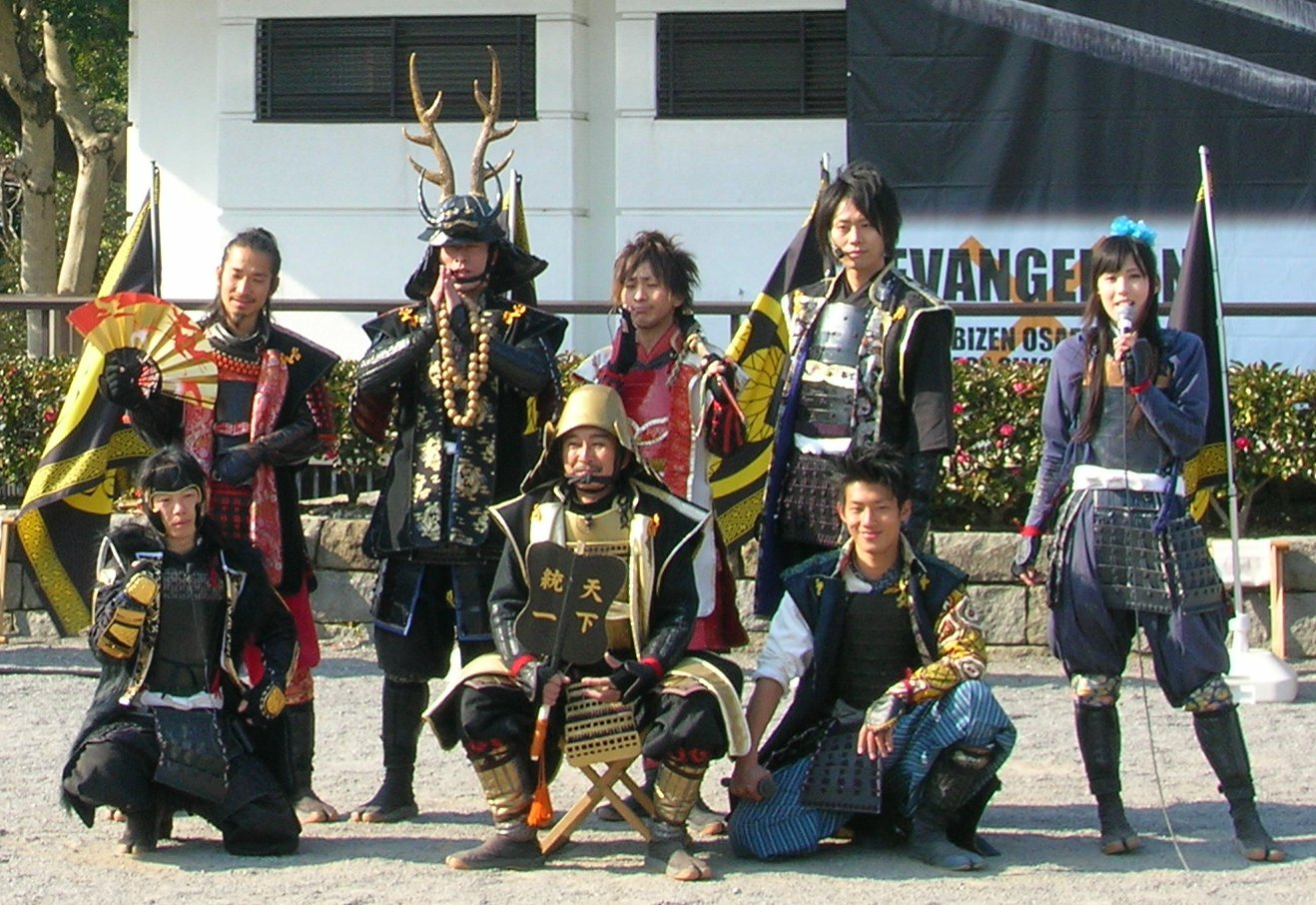
「葵」武将隊の集合写真（2013年）

2013年3月31日に初代メンバーが卒業。
2024年3月現在のメンバーは以下の6名。
- 徳川家康
- 酒井忠次
- 本多忠勝
- 榊原康政
- 井伊直政
- 服部半蔵正成

## 武将企画いべんと
各武将が企画した、武将個人によるイベント（2011年当初のものであって現在は行っていない）。
- 本多忠勝（初代）企画「お茶会」：毎月第二・第四火曜日に開催。岡崎公園内の城南亭「立礼席」にて開催。本多忠勝（初代）の御点前のお茶を頂く。午前11時と午後2時の部あり。（お茶券購入が必要）約1時間。　※初代本多忠勝の卒業により平成25年2月に終了。
- 井伊直政企画「井伊の日」：毎月11日が平日の場合に開催。ドレスコードは「赤いもの」。
- 服部正成企画「ニンニンの日」：毎月22日が平日の場合に開催。ドレスコードは「頭巾」。
- 渡辺守綱企画「守ツアー」：毎月第一火曜日に開催。渡辺守綱引率・ガイドによる岡崎公園周辺のつあー。
- 稲姫企画「写真機女子会（しゃしんきおなごかい）：不定期に開催される。参加は女子限定。稲姫と共に一眼レフカメラで岡崎公園内の撮影会。

## 出演

### テレビ
- 何事じゃ!（2011年11月21日 - 、ミクスケーブルテレビ）

### 動画
https://www.youtube.com/user/aoibushoutai?feature=watch
- 『「岡崎まぜめん」武将隊が応援に参上！』（配信更新中）
- 『【グレート家康公葵武将隊】ときめきあおいある』（シリーズ2まで配信）

### イベント

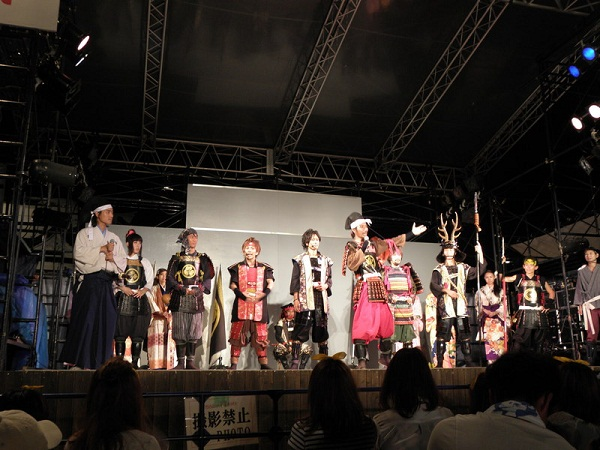
'11.8.10名古屋城宵まつり

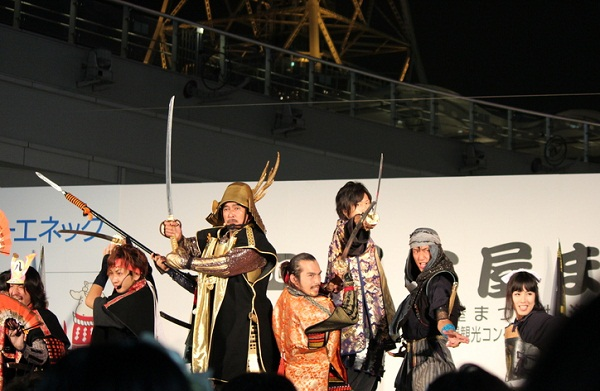
'11.10.15名古屋まつり

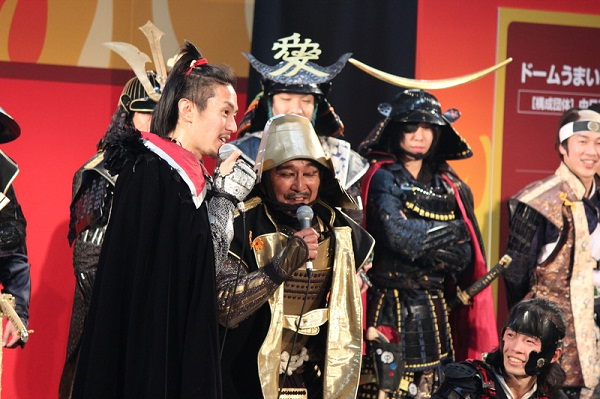
'12.2.5 SAMURAIサミット

公式写真集『GREAT IEYASUKOU AOI BUSYOTAI 2011-2012 OFFICIAL PHOTO BOOK』より一部抜粋
- 岡崎市市制記念式典（2011年7月1日）、岡崎市民会館
- 岡崎観光夏祭り（2011年8月5日・6日）、岡崎市籠田公園
- 名古屋城宵祭り（2011年8月10日）、名古屋城
- 第13回にっぽんど真ん中まつり（2011年8月27日）、名古屋栄
- 愛知の観光展 in 横浜（2011年9月14日）、JR横浜駅
- GO　おかざきジャンボリー（2011年9月25日）、岡崎市奈良井公園
- 愛知武将姫の集いin ラグーナ（2011年10月1日）、ラグーナ蒲郡
- 第57回名古屋まつり（2011年10月15日）、名古屋
- 金沢市観光キャラバン（2011年10月22日）、石川県金沢市
- 世界SAMURAIサミット（2012年2月4日・5日）、名古屋ドーム
- 家康行列（2012年4月8日）、岡崎市
- まちなかグランプリ（2012年5月19日）、久屋大通公園
- 福山バラまつり（2012年5月20日）、広島県福山市
- 金沢100万石まつり（2012年6月2日）、石川県金沢市
- なごやみなとまつり（2012年7月20日・21日）、名古屋港
- 「本多忠勝とその子孫たち」展イベント（2012年7月25日）、岡崎市美術博物館
- 蒲郡げんきまつり（2012年7月29日）、蒲郡市旭町
- 岡崎観光夏まつり花火大会（2012年8月4日）、乙川河川敷
- 名古屋城宵祭り（2012年8月15日）、名古屋城
- 第45回全国おもと実生大会（2012年9月9日）、羽根稲荷神社
- 第3回家康公検定（2012年9月30日）、岡崎商工会議所
- 小豆坂古戦場慰霊祭（2012年10月6日）
- 鴨田天満宮秋季大祭（2012年10月6日）、鴨田天満宮
- 清洲城ふるさとまつり（2012年10月7日）、清洲城
- 石垣島まつり（2012年11月3日・4日）、沖縄県石垣市
- あいち戦国武将サミット（2012年11月18日）、アスナル金山
- 愛知県市町村対抗駅伝競走大会（2012年12月1日）、愛・地球博記念公園
- 道の駅藤川宿開駅イベント（2012年12月9日）、道の駅藤川宿
- 桑谷山荘ファイナルイベント（2012年12月16日）、桑谷山荘
- 桑谷山荘ファイナルデイイベント（2012年12月31日）、桑谷山荘
- おもてなし武将隊JAPAN岡崎公演（2013年3月16日・17日）、岡崎公園内能楽堂

### 舞台
- ROAD 〜この命 徳川のために〜（2012年9月15日、岡崎市せきれいホール）

## 音楽・映像作品
Welcome to 開運ロード/大河の流れ/堪忍をどり（2011年6月29日発売）
- Welcome to 開運ロード/作詞・作曲・編曲・振付：西川千雅　歌/Bass/Drums：たなかつとむ　Guitar：佐乃健介
- 大河の流れ/作詞・作曲・編曲・振付：西川千雅　編曲補：たなかつとむ
- 堪忍をどり/作詞・作曲・編曲・振付：西川千雅　編曲補：たなかつとむ

GOLD A/O/I 〜岡崎ペイシェンス〜/大河の流れ（2012年1月20日発売）
- GOLD A/O/I 〜岡崎ペイシェンス〜/作詞：西川千雅　作曲・編曲：野末敏也　振付：菊池弘泰
- 大河の流れ/作詞・作曲・編曲：西川千雅　編曲補：たなかつとむ　歌：榊原康政

ROAD ～この命徳川のために～（2012年12月1日発売）
- 舞台『ROAD～この命徳川のために～
- イベント『グレート抽選会』
- 舞台『ROAD～この命徳川のために～』リハーサル風景
- グレート家康公「葵」武将隊インタビュー

GREAT BEST（2013年3月9日発売）
- Welcome to 開運ロード/作詞・作曲・編曲・振付：西川千雅　歌/Bass/Drums：たなかつとむ　Guitar：佐乃健介
- GOLD A/O/I 〜岡崎ペイシェンス〜/作詞：西川千雅　作曲・編曲：野末敏也　振付：菊池弘泰
- 堪忍をどり/作詞・作曲・編曲・振付：西川千雅　編曲補：たなかつとむ
- 大河の流れ/作詞・作曲・編曲：西川千雅　編曲補：たなかつとむ　歌：榊原康政